# Holmgren (Ullervad)
Holmgren, en släkt, stammar från mjölnaren Magnus Andersson (1753–1805) i Nykvarn, från Ullervads socken (idag i Mariestads kommun). Efternamnet Holmgren antogs av dennes son, hovpredikanten och kyrkoherden i Motala Anders Holmgren (1784–1874).

## Släktträd[2]
- Anders Holmgren (1784–1874), hovpredikant, kyrkoherde
  - Hjalmar Holmgren (1822–1885), matematiker
    - Erik Holmgren (1872–1943), matematiker
    - Anders Holmgren (1874–1968), skogsman
    - Nils Holmgren (1877–1954), zoolog
    - + Karin Fjällbäck-Holmgren (1881–1963), politiker, gift med Nils Holmgren

  - Albert Holmgren (1824–1905), fysiker
  - August Holmgren (1829–1888), zoolog
    - Emil Holmgren (1866–1922), läkare

  - Frithiof Holmgren (1831–1897), fysiolog
  - + Ann Margret Holmgren (1850–1940), rösträttsaktivist, författare, gift med Frithiof Holmgren
    - Israel Holmgren (1871–1961), läkare och politiker
    - Björn Frithiofsson Holmgren (1872–1946), sjöofficer och politiker
    - Torsten Holmgren (1874–1934), ingenjör
    - Gunnar Holmgren (1875–1954), läkare

### Tillhör också släkten[3]
- Björn Holmgren (koreograf) (1920–2016), dansare
- Ann Holmgren (född 1975), fotograf, författare